# Macroglossum

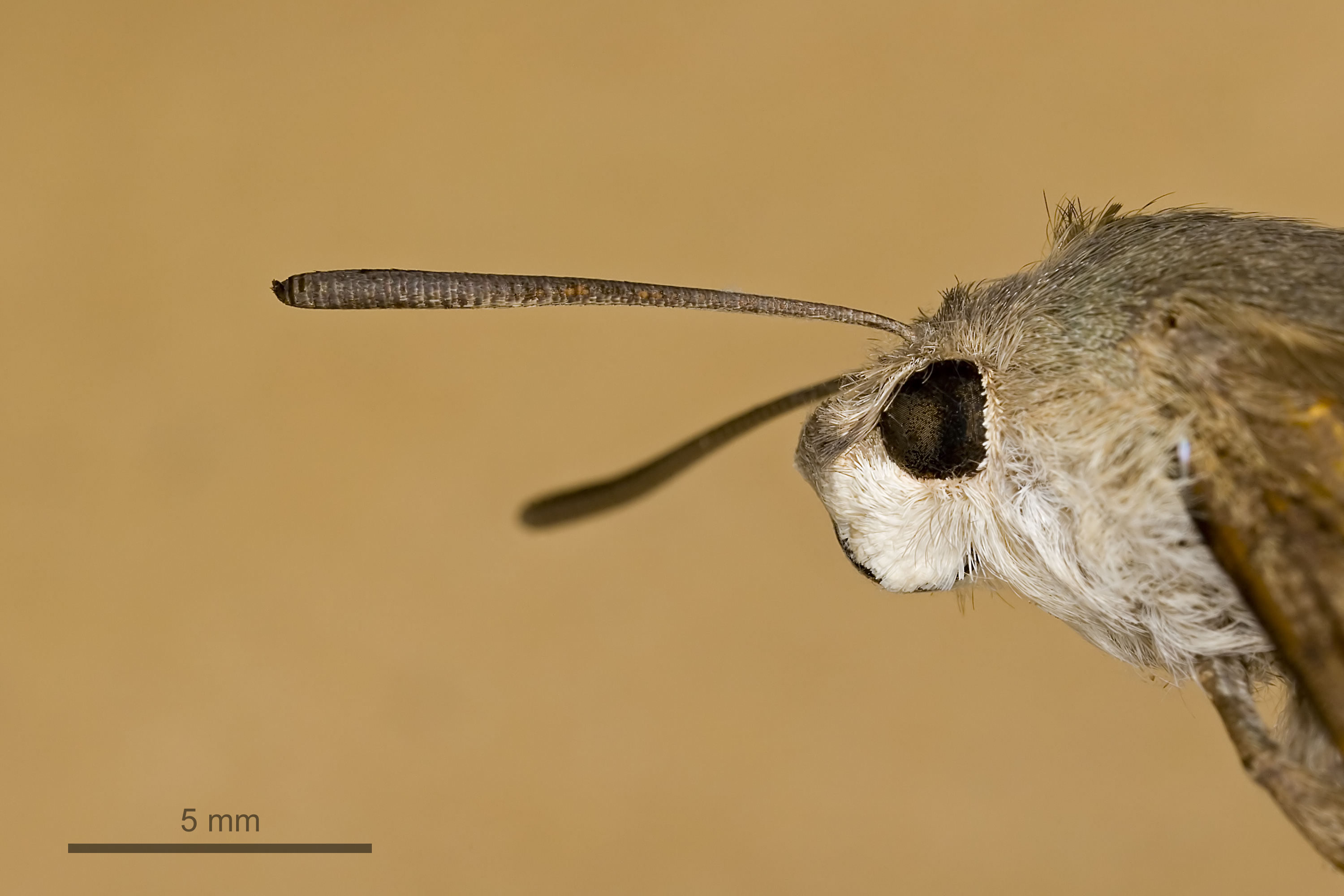
Kopf eines Taubenschwänzchens. Am Ende der Fühler kann man das Häkchen erkennen.

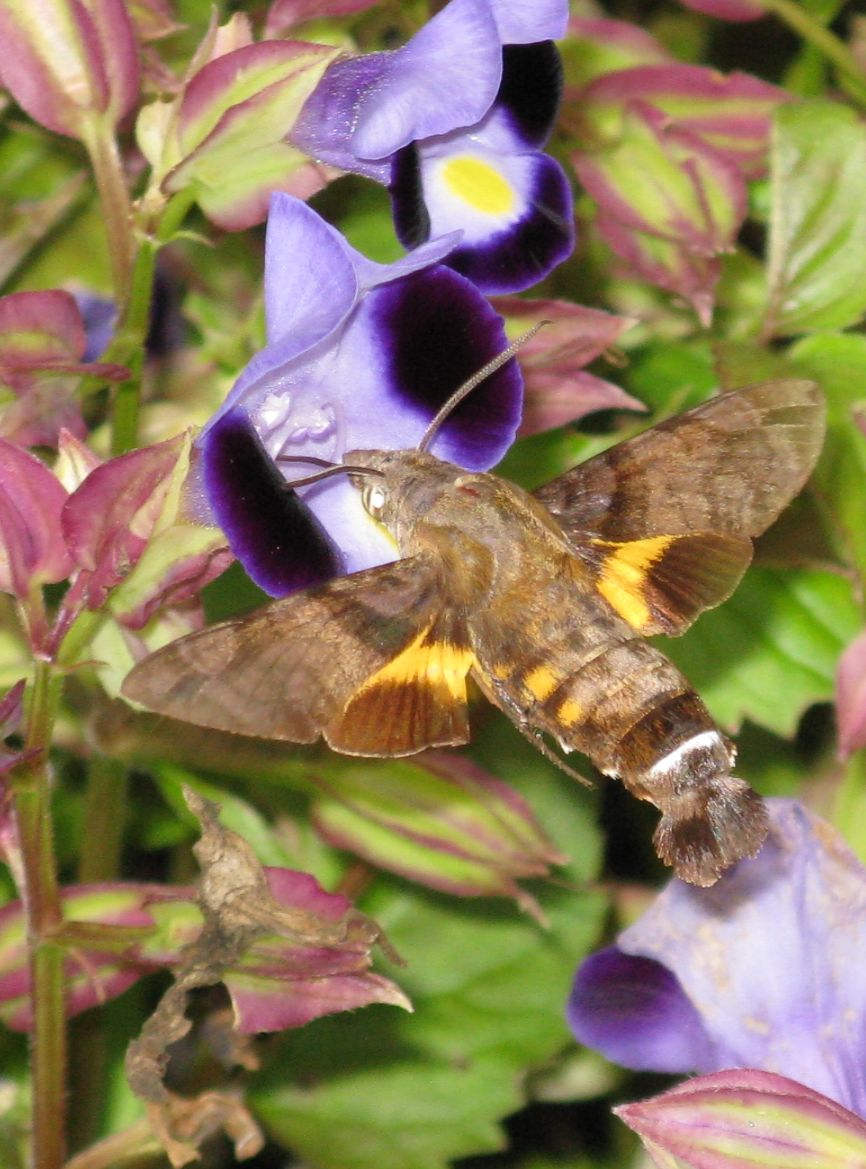
Macroglossum pyrrhosticta

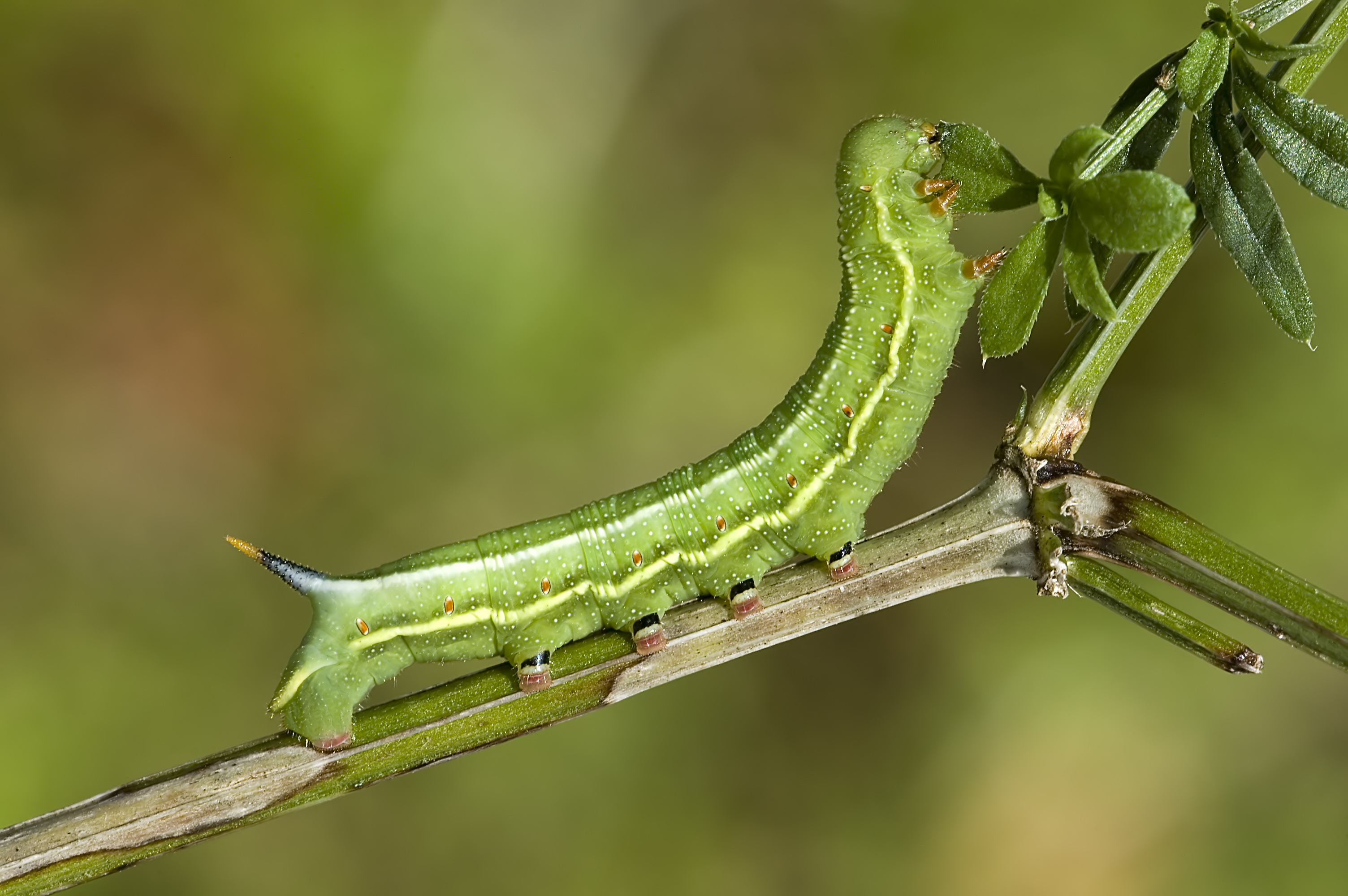
Raupe eines Taubenschwänzchens

Macroglossum ist eine Gattung innerhalb der Schmetterlingsfamilie der Schwärmer (Sphingidae).

## Merkmale
Der Kopf ist breit und besitzt keine auffälligen Haarbüschel. Die Schnauze ist sehr lang und dreieckig geformt. Die Fühler sind bei beiden Geschlechtern keulenförmig verdickt und besitzen am Ende einen kleinen, kurzen Haken. Der Außenrand der Vorderflügel ist nie gezahnt oder wellenförmig eingebuchtet, die Spitze der Vorderflügel ist immer spitz zulaufend, ist aber nicht sichelförmig. Die Facettenaugen besitzen charakteristische Wimpern. Die Labialpalpen sind breit, ihr Ende ist nach vorne gerichtet, spitz und dreieckig. Der Thorax und Hinterleib sind breit und abgeflacht. Am Hinterleibsende befinden sich seitlich und nach hinten gerichtete Haarbüschel. Das Sternit des siebten Hinterleibssegments der Weibchen ist dreieckig und besitzt eine nicht stachelig zulaufende, membranartige Spitze. Die Tibien der mittleren und Hinteren Beinpaare sind unterschiedlich lang, der Sporn der mittleren Tibien trägt einen Kamm aus steifen Borsten oder Stacheln. Die Tarsen der mittleren Beine besitzen an der Basis ebenso einen Kamm. Die Sporne der hinteren Tibien sind sehr unterschiedlich ausgebildet. Die Adern R2+R3 und R4 der Vorderflügel sind anders als bei der Gattung Hemaris an der vom Körper abgewandten Seite (distal) nicht verwachsen. Auf den Hinterflügeln entspringen die Adern Rs und M1 separat im oberen Bereich der Zelle, M3 und Cu1 sind nie verwachsen.
Die Eier sind klein und kugelig und hell gelblich oder gelbgrün bis grün gefärbt.
Die Raupen besitzen eine kleine, abgerundete, leicht ovale oder eckige Kopfkapsel. Der Thorax ist nach vorne leicht verjüngt. Der Körper der Tiere besitzt längs Linien, ist gekörnt und hat keine Augenflecken. Das Analhorn ist gerade und aufrecht.
Die Puppe ist gelblich oder bräunlich mit schwarzer Sprenkelung. An ihr verläuft der gekielte Saugrüssel entrollt entlang des Körpers und bildet an der Kopfseite der Puppenhülle eine gebogene Ausbuchtung. Der Rücken des ersten bis fünften Hinterleibssegmentes ist abgeflacht. Die Stigmen sind am Hinterleib dunkel umrandet. Der Kremaster ist unterschiedlich ausgebildet.

## Vorkommen
Die Gattung ist in den Tropen und Subtropen der alten Welt verbreitet.

## Lebensweise
Die Raupen verpuppen sich in einem locker gesponnenen Kokon am Boden. Sie ernähren sich von krautigen Pflanzen, vor allem aus den Familien der Rötegewächse (Rubiaceae), Baldriangewächse (Valerianaceae) und Nelkengewächse (Caryophyllaceae).

## Systematik
In Europa wird die Gattung Macroglossum nur durch das Taubenschwänzchen (Macroglossum stellatarum) vertreten. Insgesamt sind zumindest 116 Arten der Gattung bekannt:
- Macroglossum adustum Rothschild & Jordan, 1916
- Macroglossum aesalon
- Macroglossum affictitia
- Macroglossum albigutta
- Macroglossum albolineata
- Macroglossum alcedo
- Macroglossum alluaudi
- Macroglossum amoenum
- Macroglossum aquila
- Macroglossum arimasi
- Macroglossum assimilis
- Macroglossum augarra
- Macroglossum avicula
- Macroglossum belis
- Macroglossum bifasciata
- Macroglossum bombylans
- Macroglossum buini
- Macroglossum buruensis
- Macroglossum cadioui
- Macroglossum caldum
- Macroglossum calescens
- Macroglossum castaneum
- Macroglossum cheni
- Macroglossum claudepierreae
- Macroglossum clemensi
- Macroglossum corythus
- Macroglossum divergens
- Macroglossum dohertyi
- Macroglossum eggeri
- Macroglossum eichhorni
- Macroglossum faro
- Macroglossum fritzei
- Macroglossum fruhstorferi
- Macroglossum glaucoptera
- Macroglossum godeffroyi
- Macroglossum gyrans
- Macroglossum haslami
- Macroglossum haxairei
- Macroglossum hemichroma
- Macroglossum hirundo
- Macroglossum hogani
- Macroglossum incredibile
- Macroglossum jani
- Macroglossum joannisi
- Macroglossum kadneri
- Macroglossum kishidai
- Macroglossum kitchingi
- Macroglossum kleineri
- Macroglossum kueppersi
- Macroglossum lepidum
- Macroglossum leytensis
- Macroglossum limata
- Macroglossum luteata
- Macroglossum malitum
- Macroglossum marquesanum
- Macroglossum mediovitta
- Macroglossum meeki
- Macroglossum melanoleuca
- Macroglossum melas
- Macroglossum micacea
- Macroglossum milvus
- Macroglossum mitchellii
- Macroglossum moecki
- Macroglossum mouldsi
- Macroglossum multifascia
- Macroglossum napolovi
- Macroglossum nemesis
- Macroglossum neotroglodytus
- Macroglossum nigellum
- Macroglossum nubilum
- Macroglossum nycteris
- Macroglossum oceanicum
- Macroglossum pachycerus
- Macroglossum palawana
- Macroglossum particolor
- Macroglossum passalus
- Macroglossum paukstadtorum
- Macroglossum perplexum
- Macroglossum phocinum
- Macroglossum poecilum
- Macroglossum prometheus
- Macroglossum pseudocorythus
- Macroglossum pseudoluteata
- Macroglossum pseudonigellum
- Macroglossum pyrrhosticta
- Macroglossum rectans
- Macroglossum regulus
- Macroglossum reithi
- Macroglossum ronja
- Macroglossum saga
- Macroglossum schnitzleri
- Macroglossum semifasciata
- Macroglossum sitiene
- Macroglossum soror
- Macroglossum spilonotum
- Taubenschwänzchen (Macroglossum stellatarum) (Linnaeus, 1758)
- Macroglossum stenoxanthum
- Macroglossum stevensi
- Macroglossum stigma
- Macroglossum sulai
- Macroglossum svetlana
- Macroglossum sylvia
- Macroglossum tangalleum
- Macroglossum tenebrosa
- Macroglossum tenimberi
- Macroglossum trigi
- Macroglossum trochilus
- Macroglossum troglodytus Boisduval, [1875] (Syn.: Macroglossum insipida Butler, 1875)
- Macroglossum ungues
- Macroglossum vacillans
- Macroglossum vandenberghi
- Macroglossum variegatum
- Macroglossum vicinum
- Macroglossum vidua
- Macroglossum wackenheimi
- Macroglossum wolframmeyi

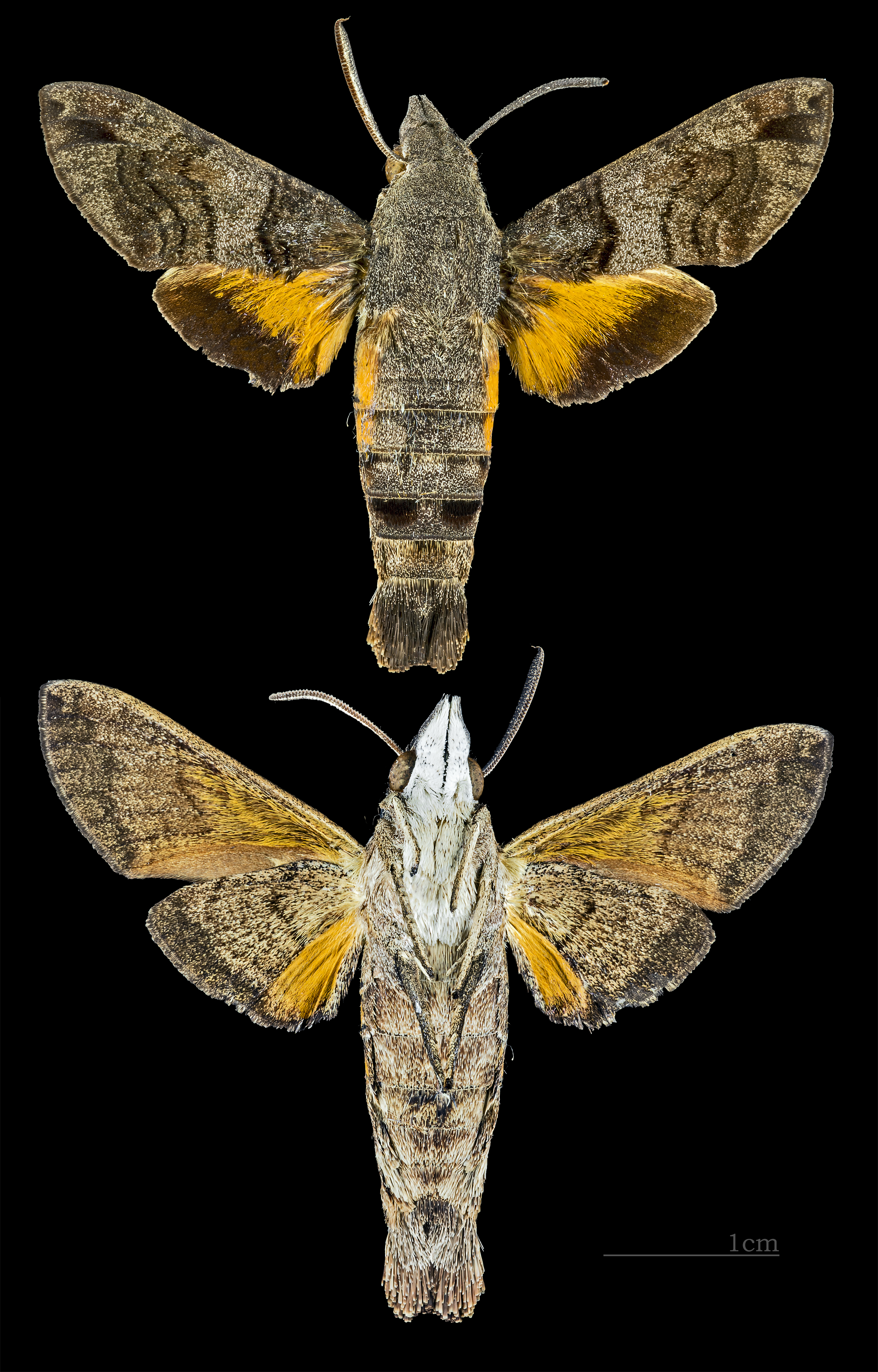
Macroglossum affictitia
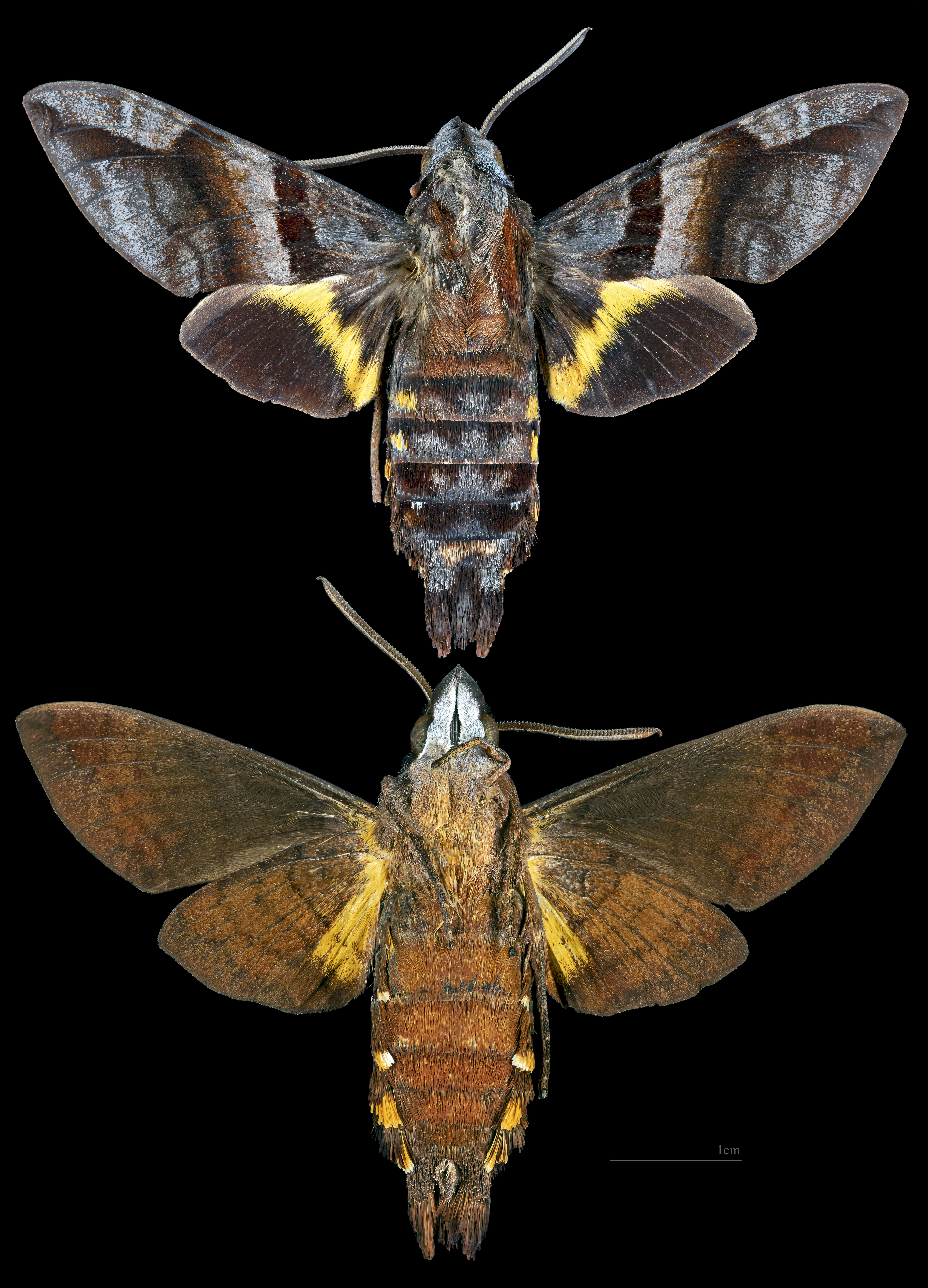
Macroglossum augarra
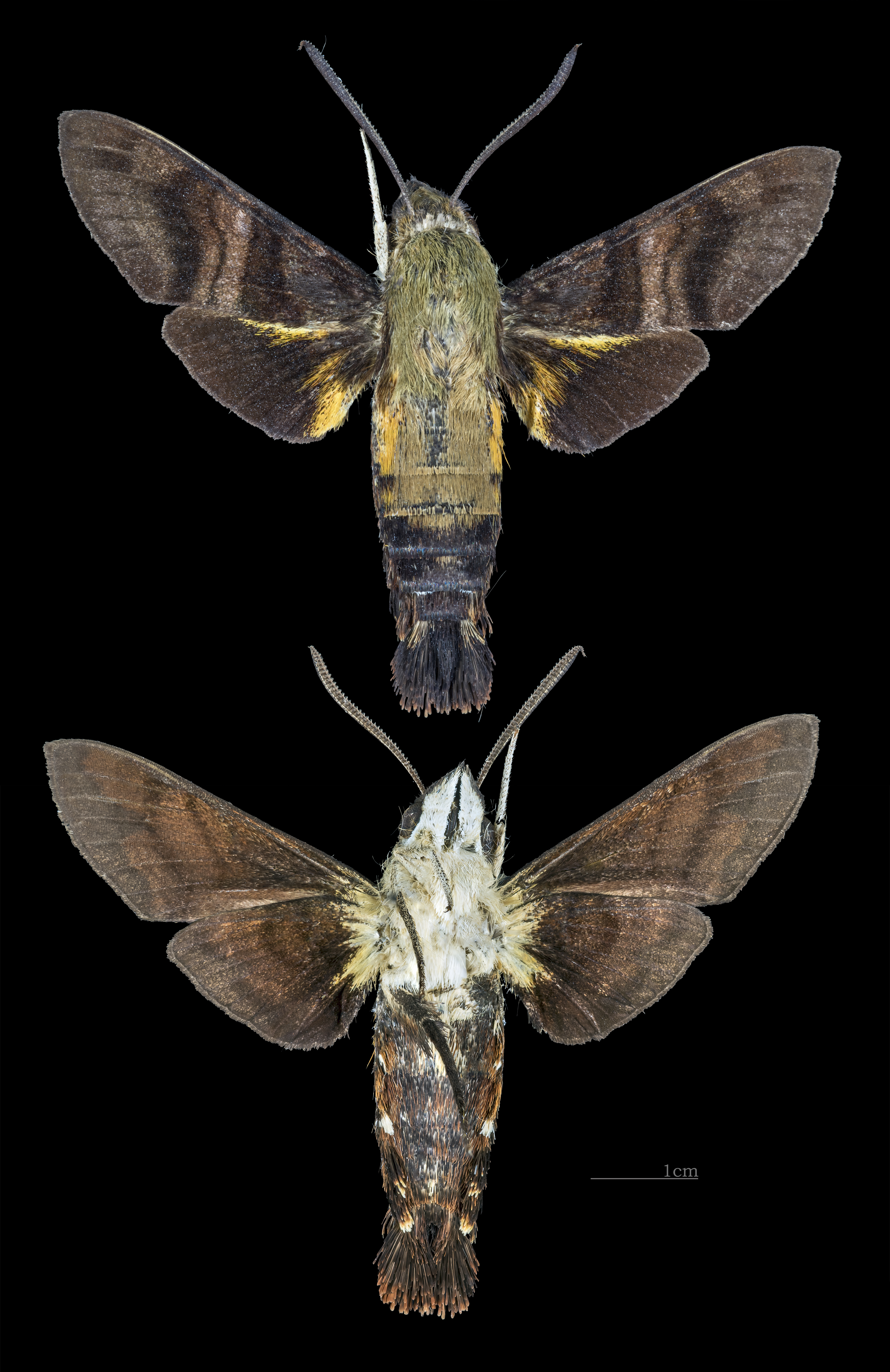
Macroglossum avicula
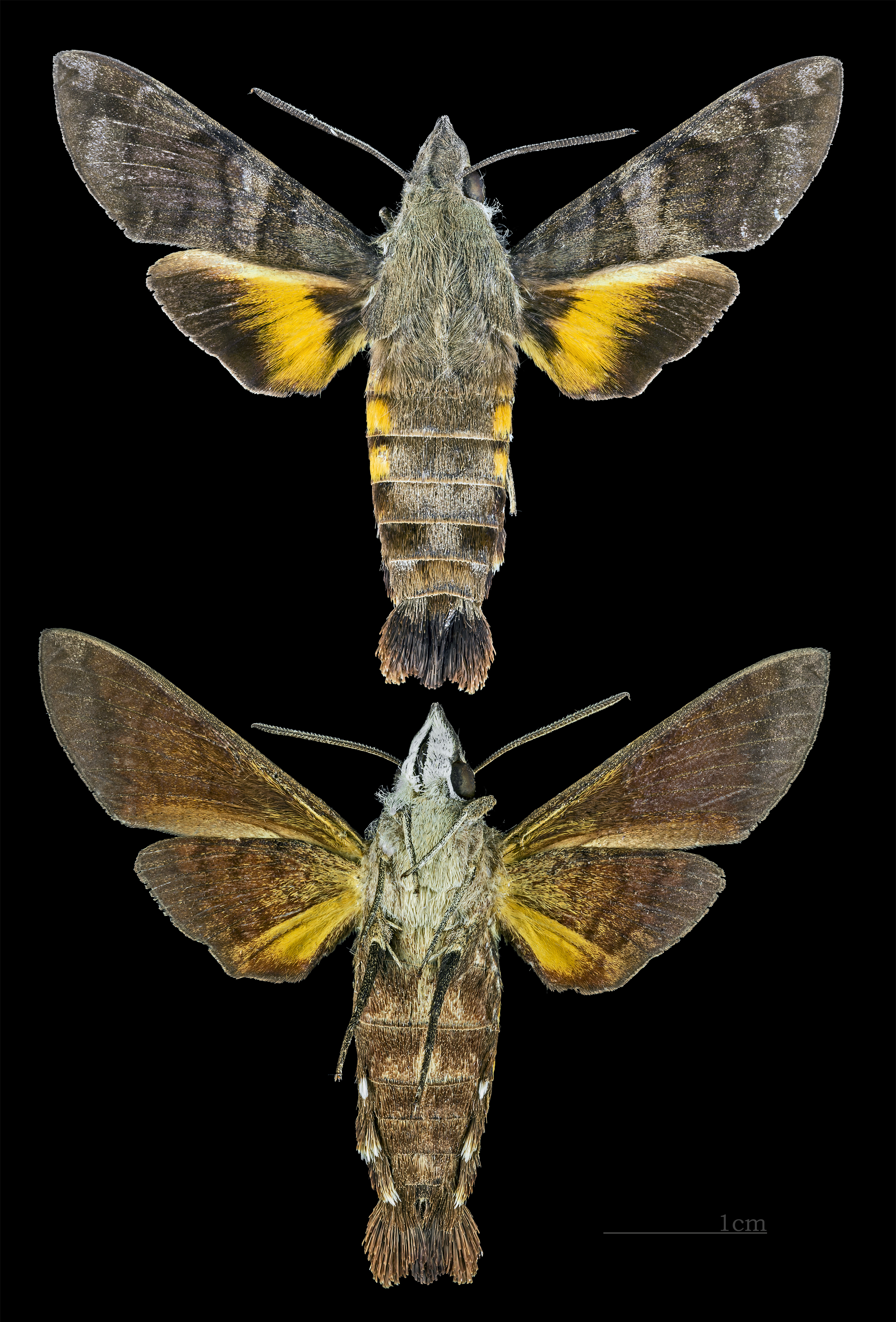
Macroglossum belis
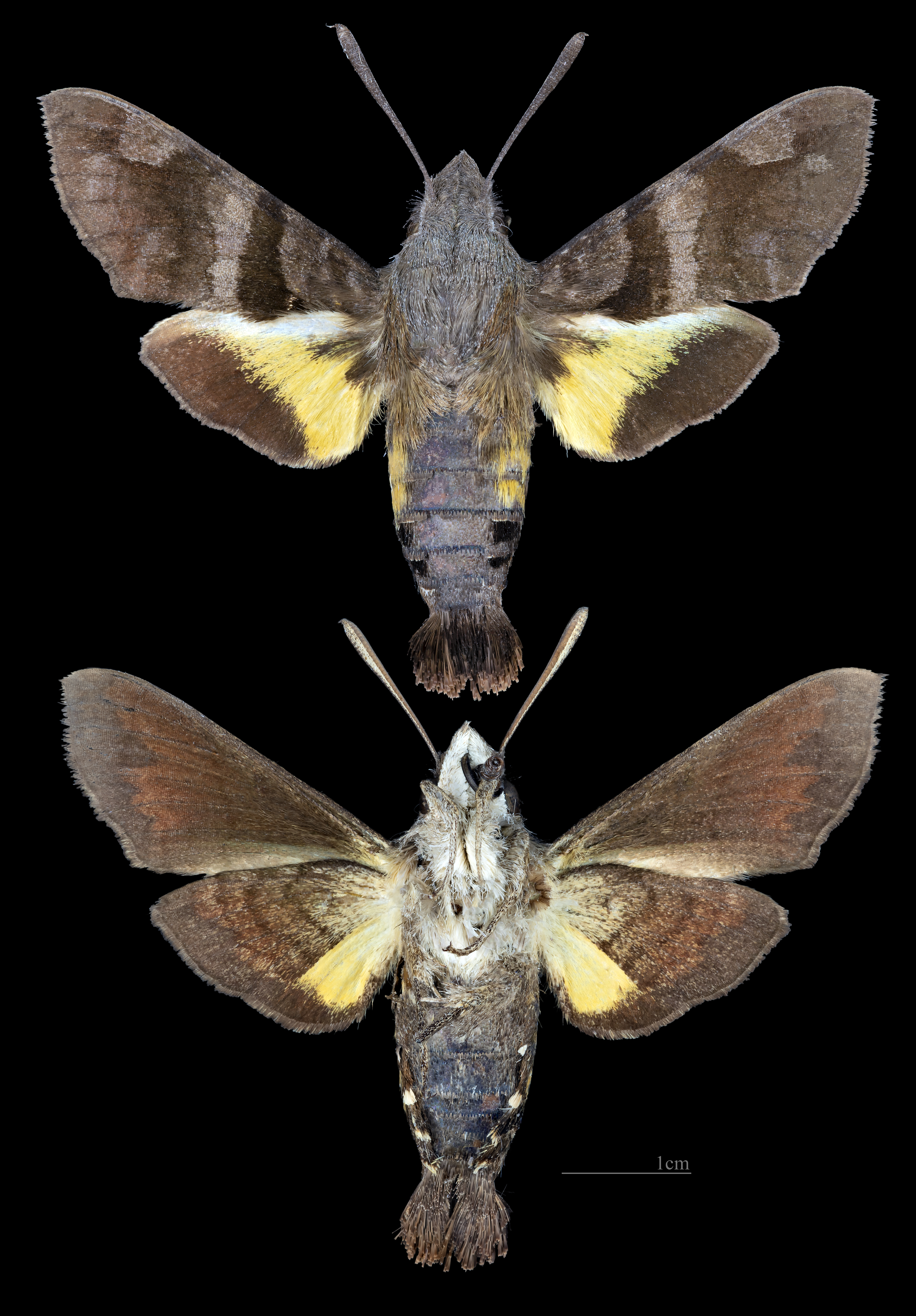
Macroglossum bifasciata
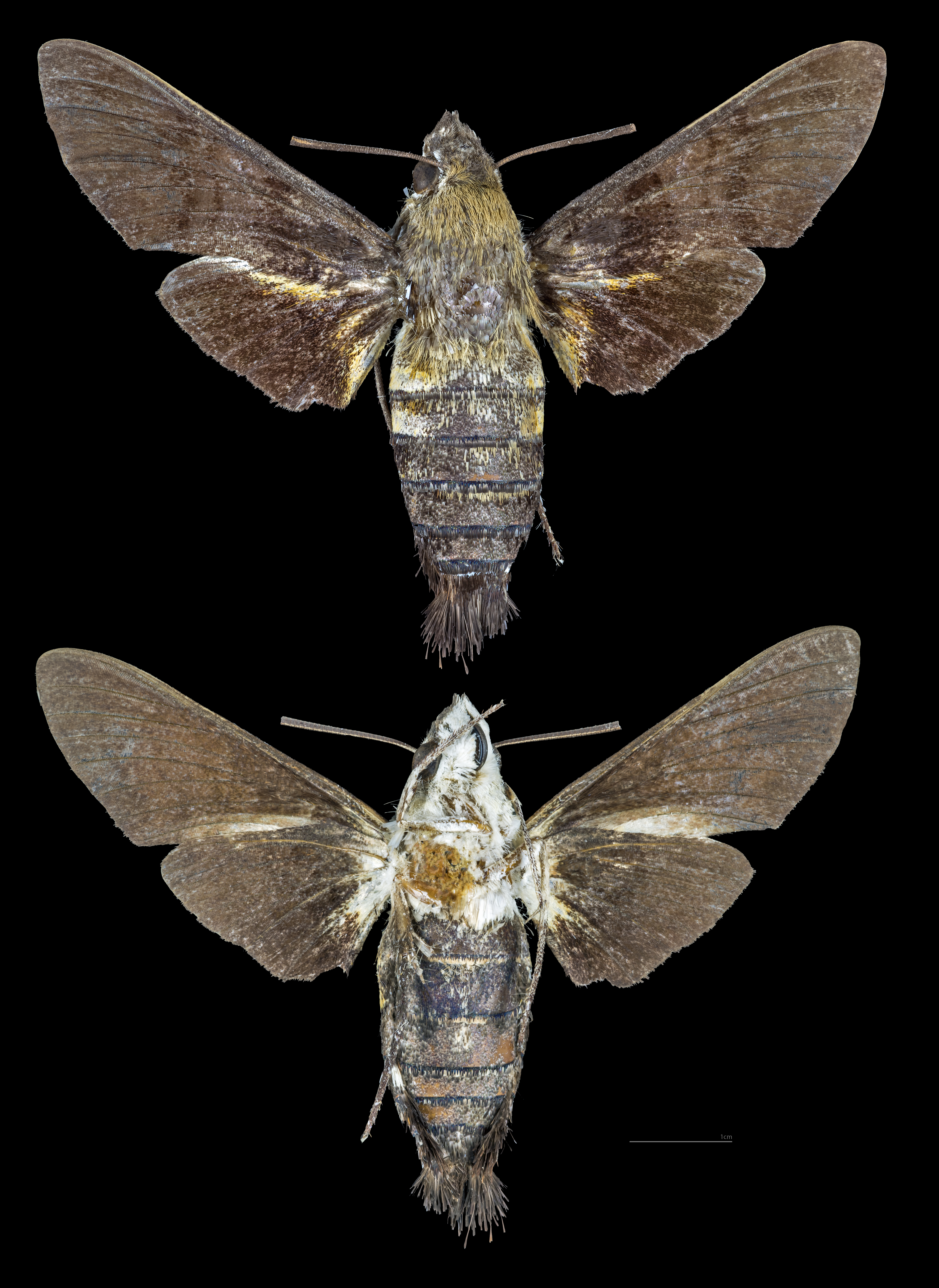
Macroglossum bombylans
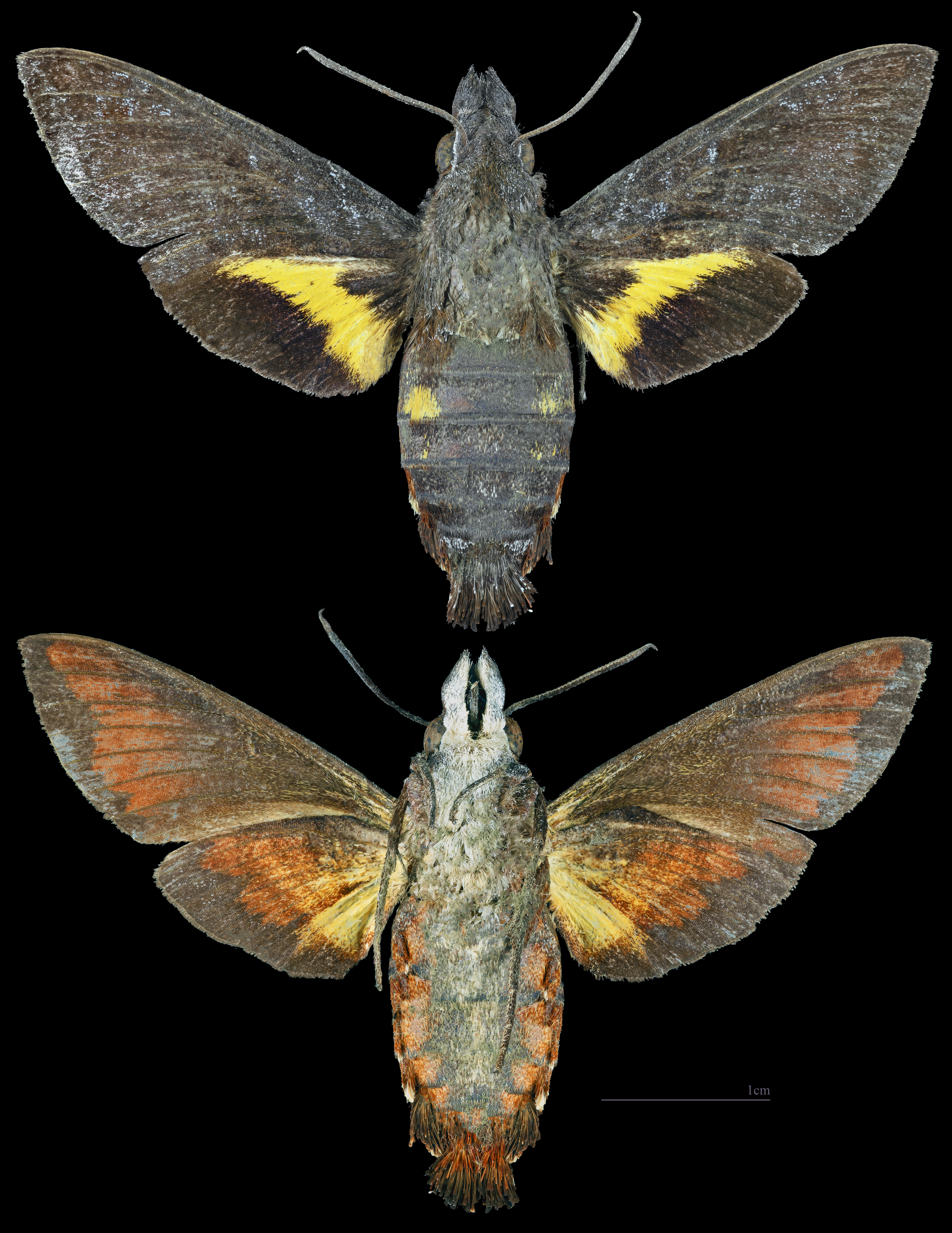
Macroglossum caldum
Macroglossum corythus
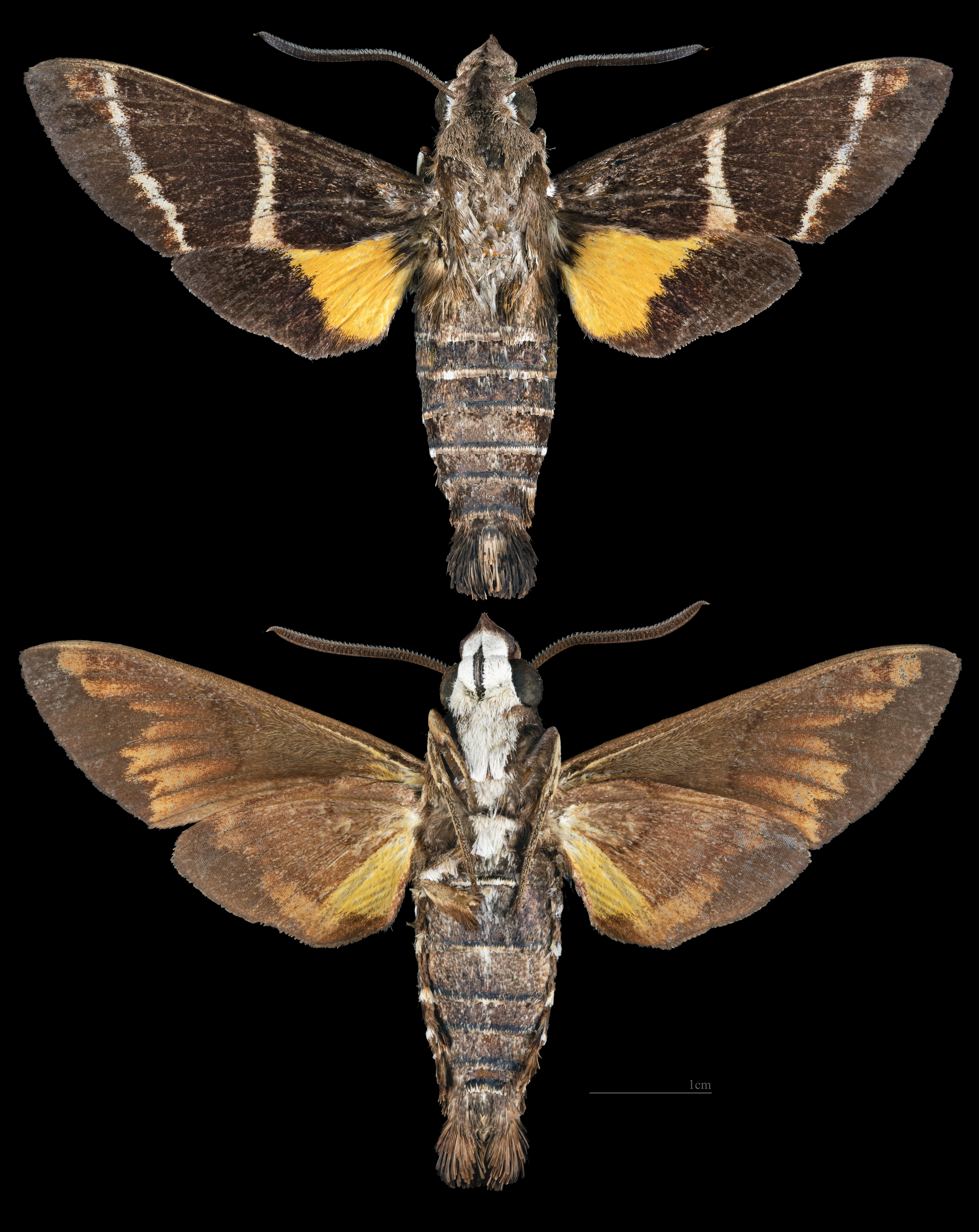
Macroglossum dohertyi
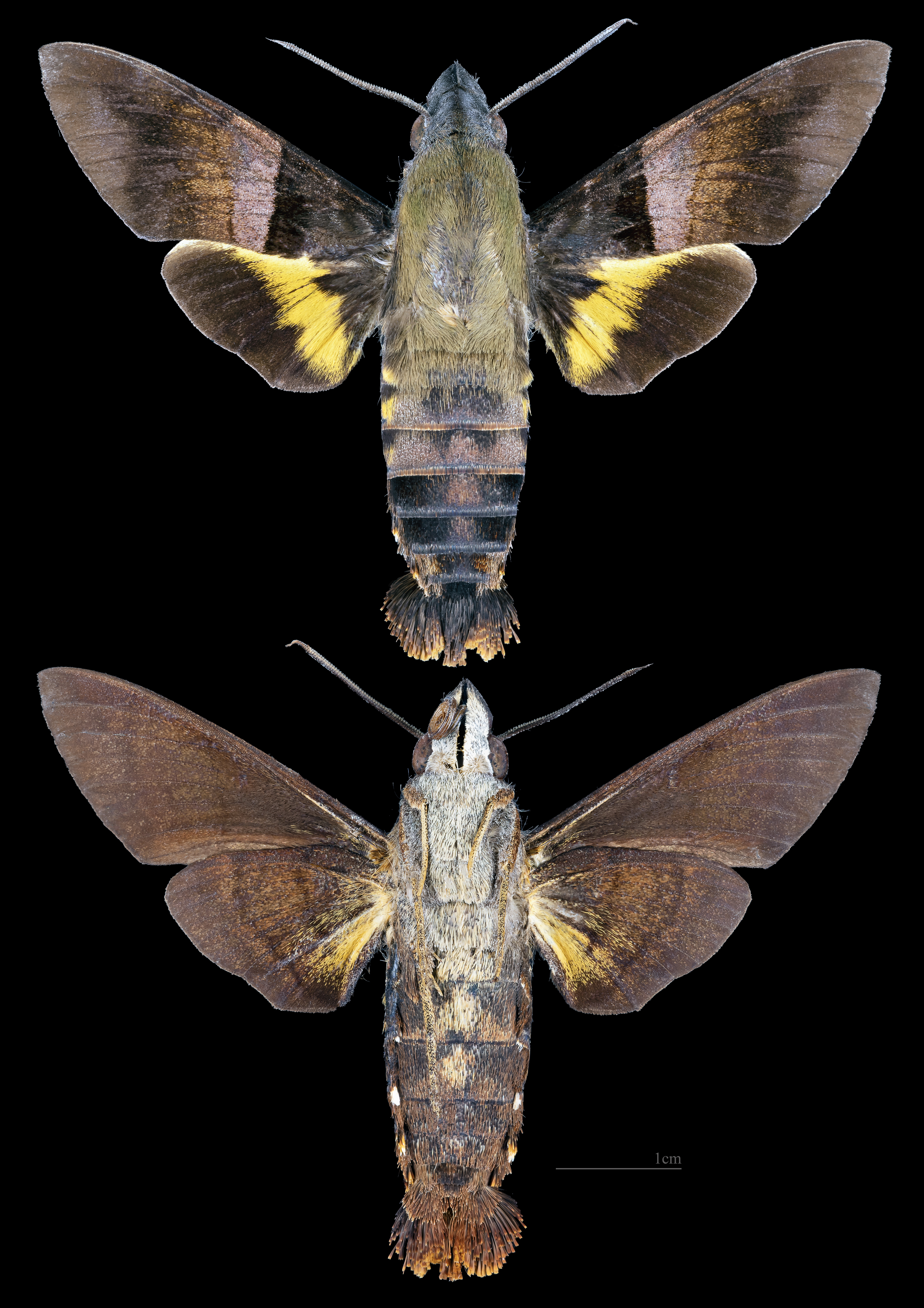
Macroglossum faro
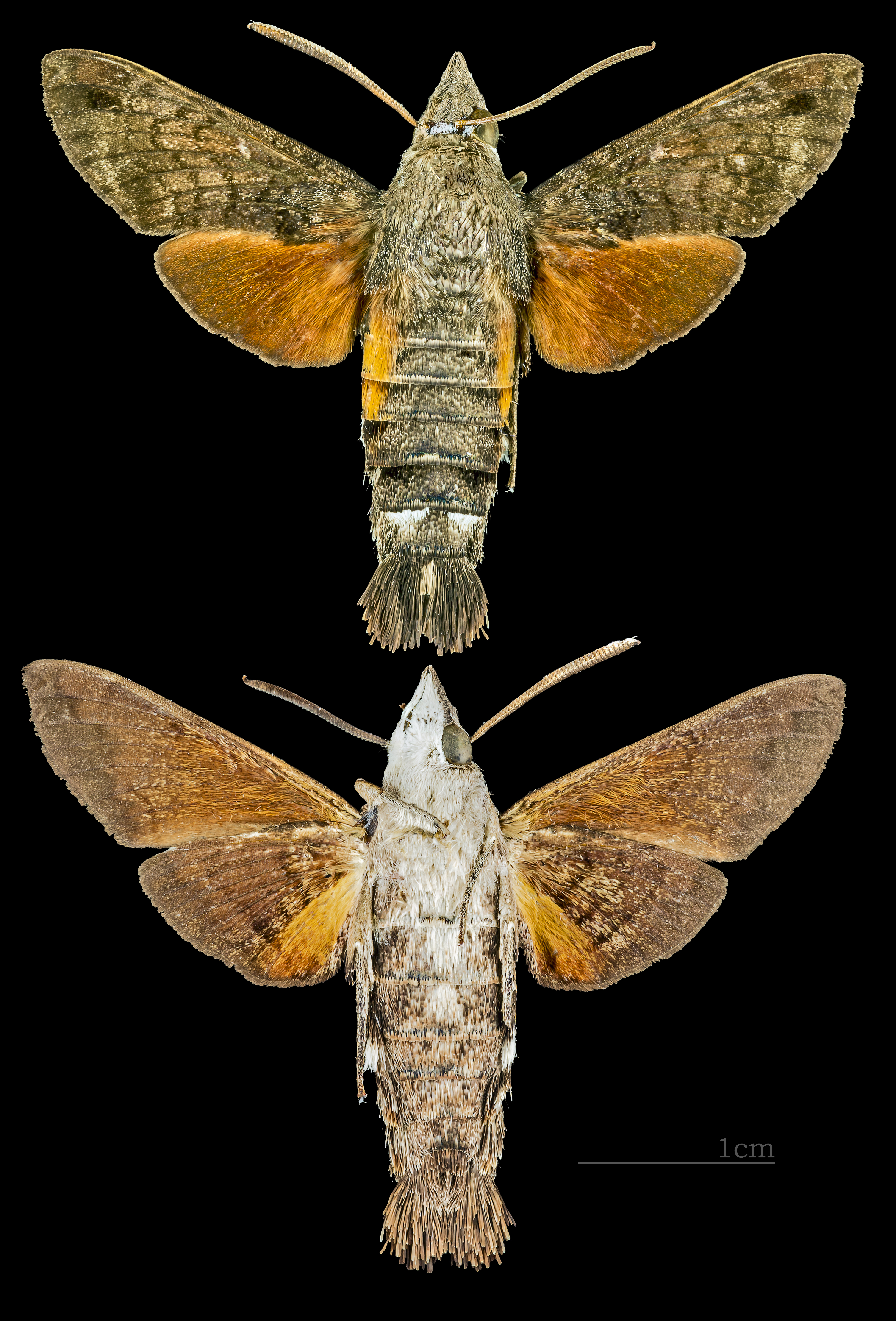
Macroglossum gyrans
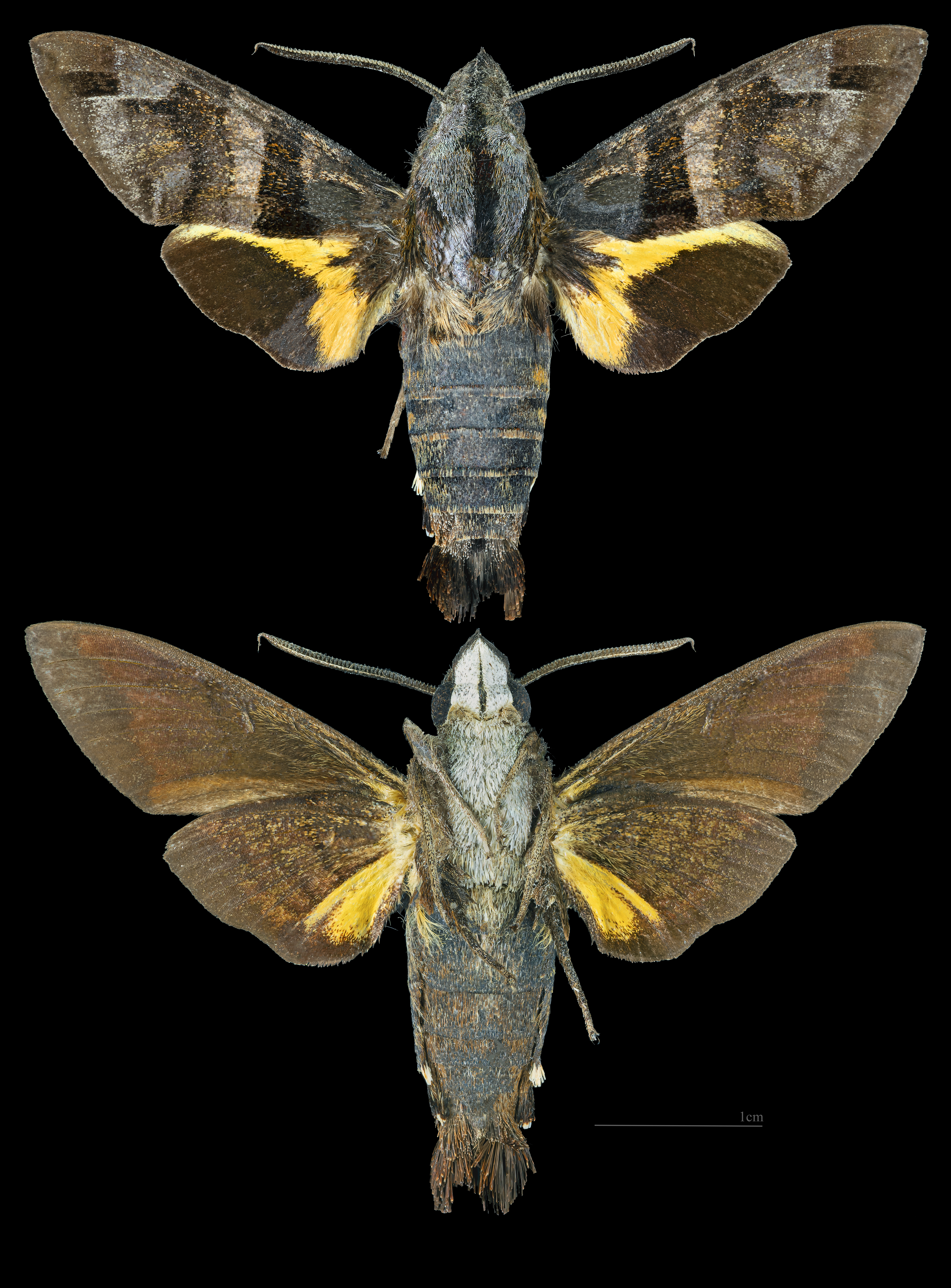
Macroglossum heliophila
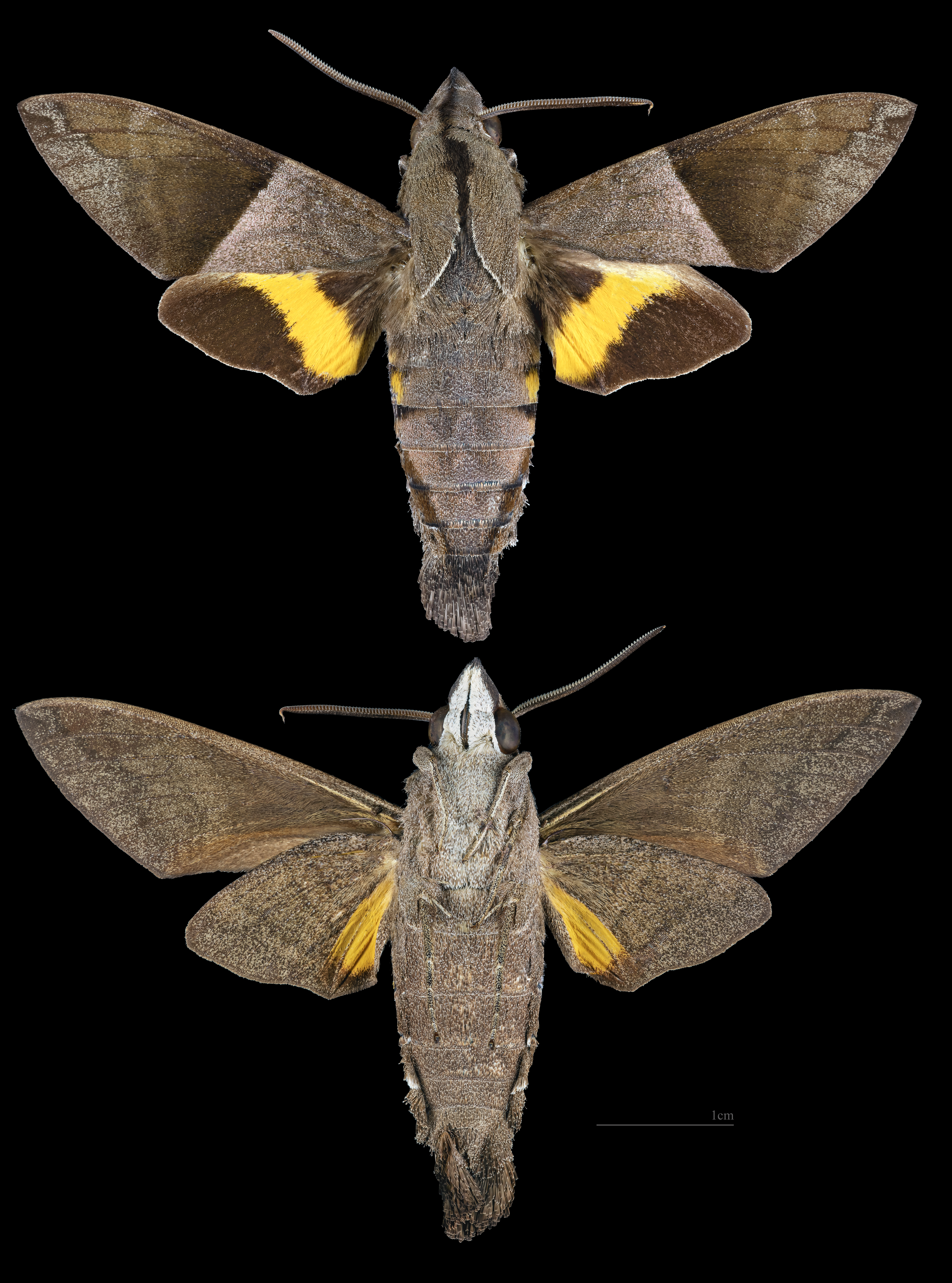
Macroglossum hemichroma
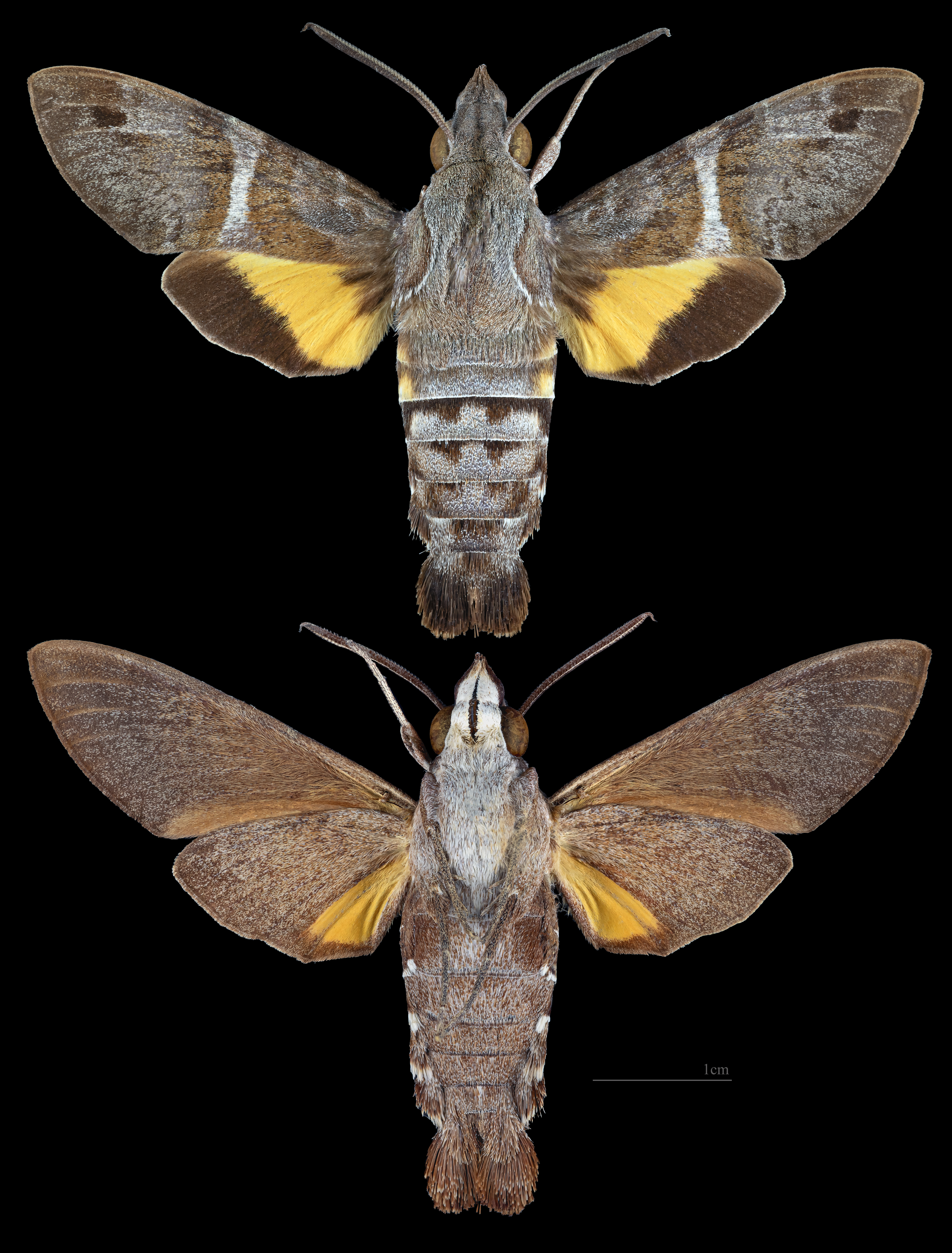
Macroglossum hirundo
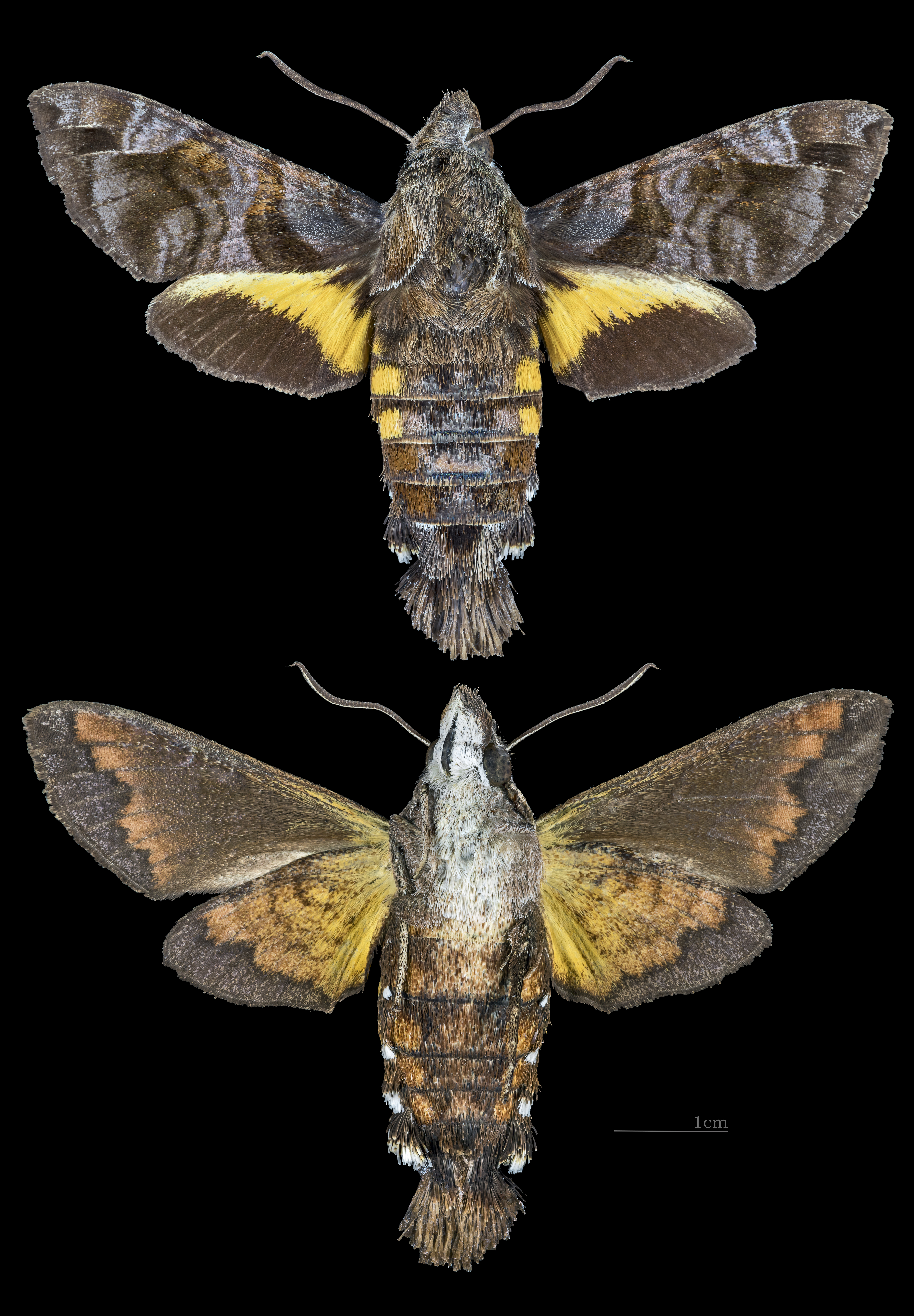
Macroglossum insipida
Macroglossum kitchingi
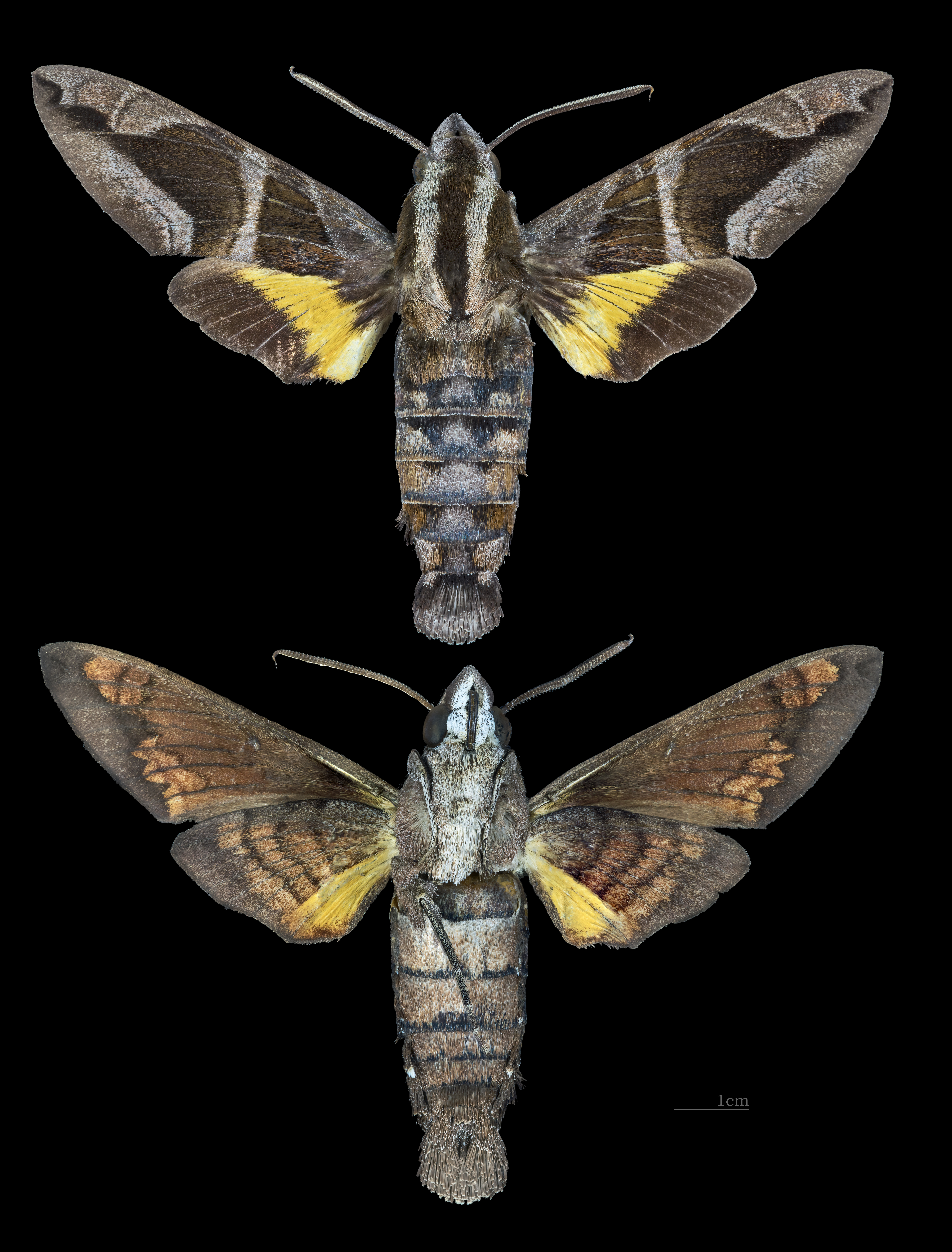
Macroglossum mitchelli
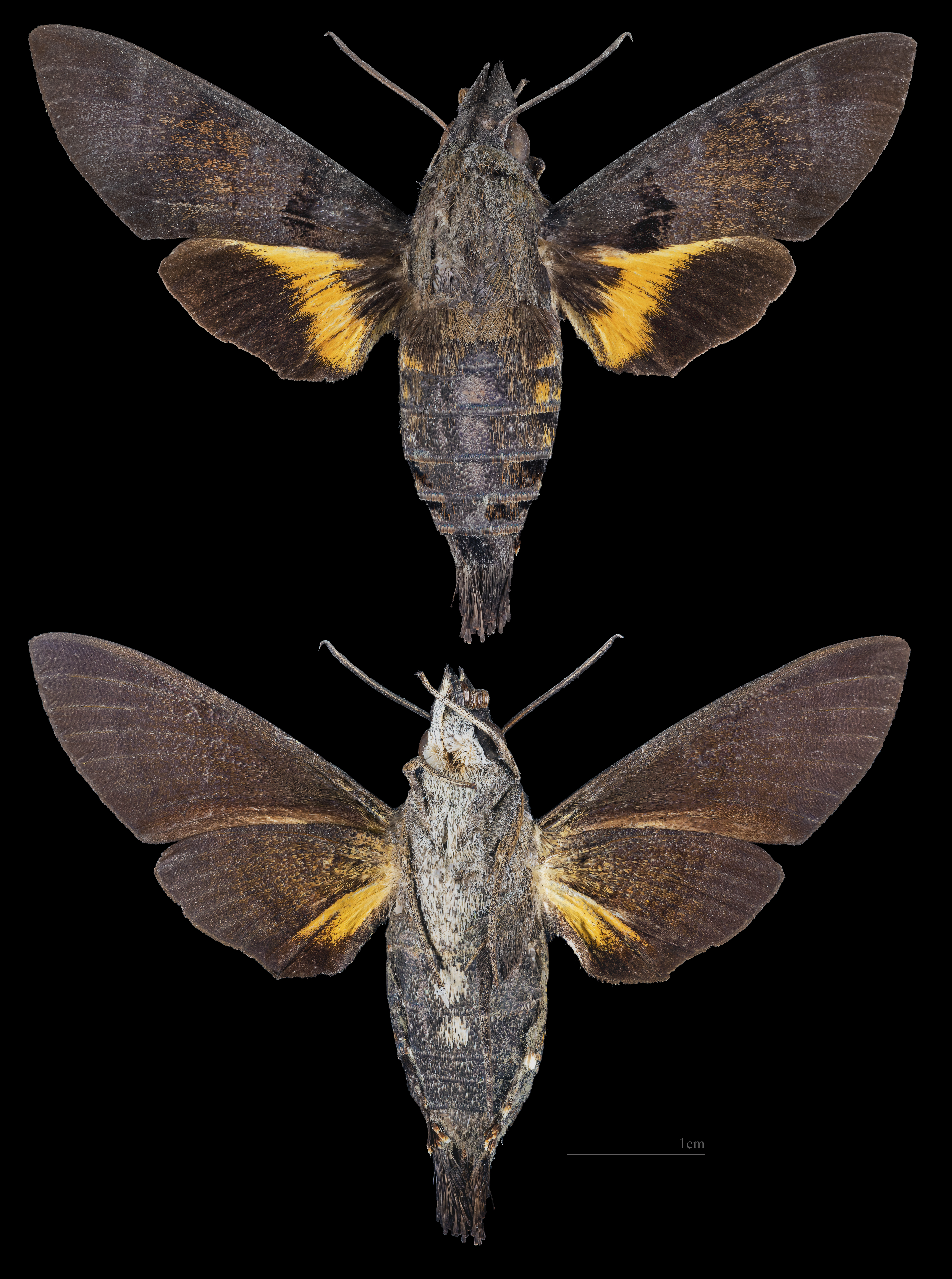
Macroglossum nigellum
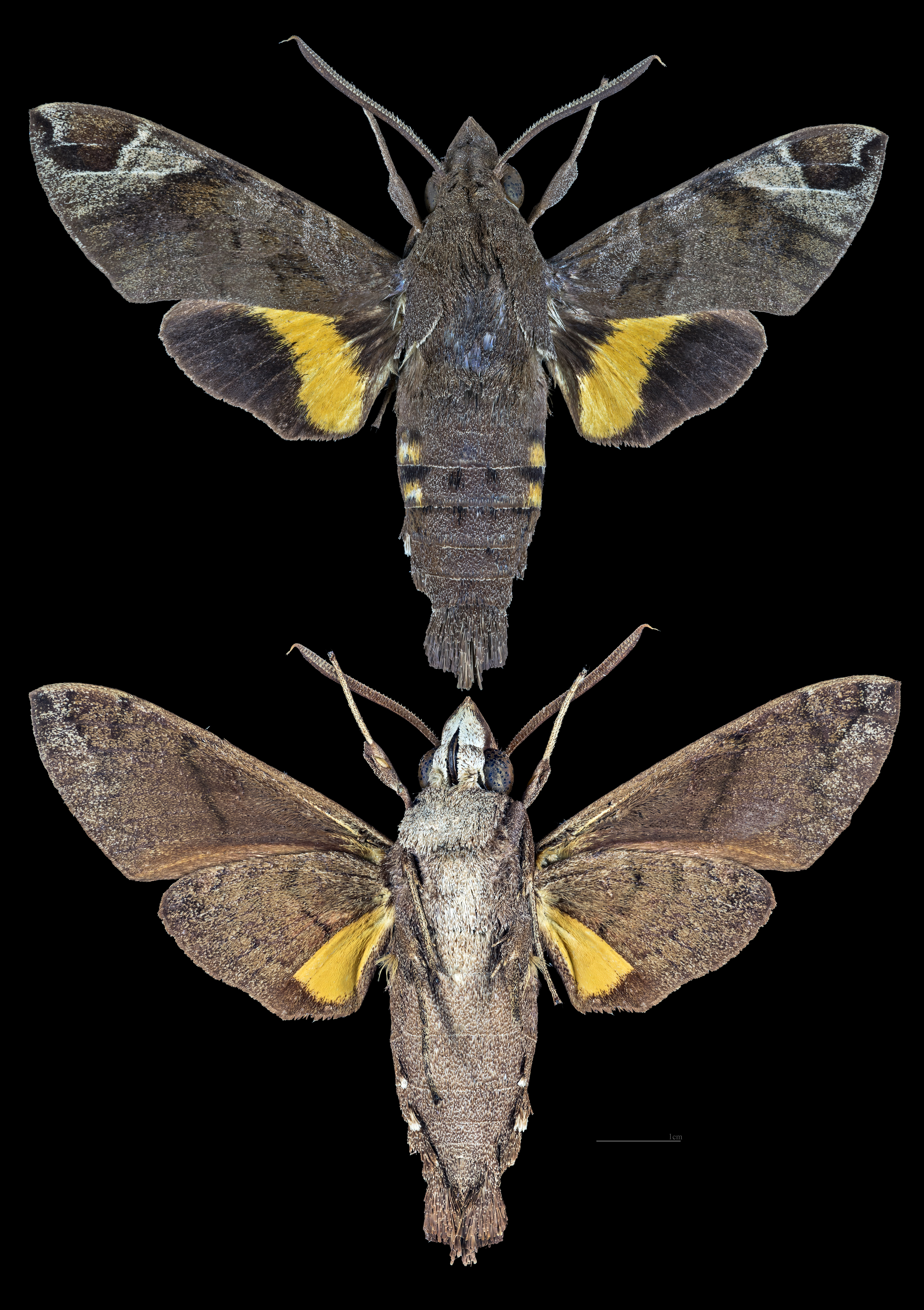
Macroglossum nubilum
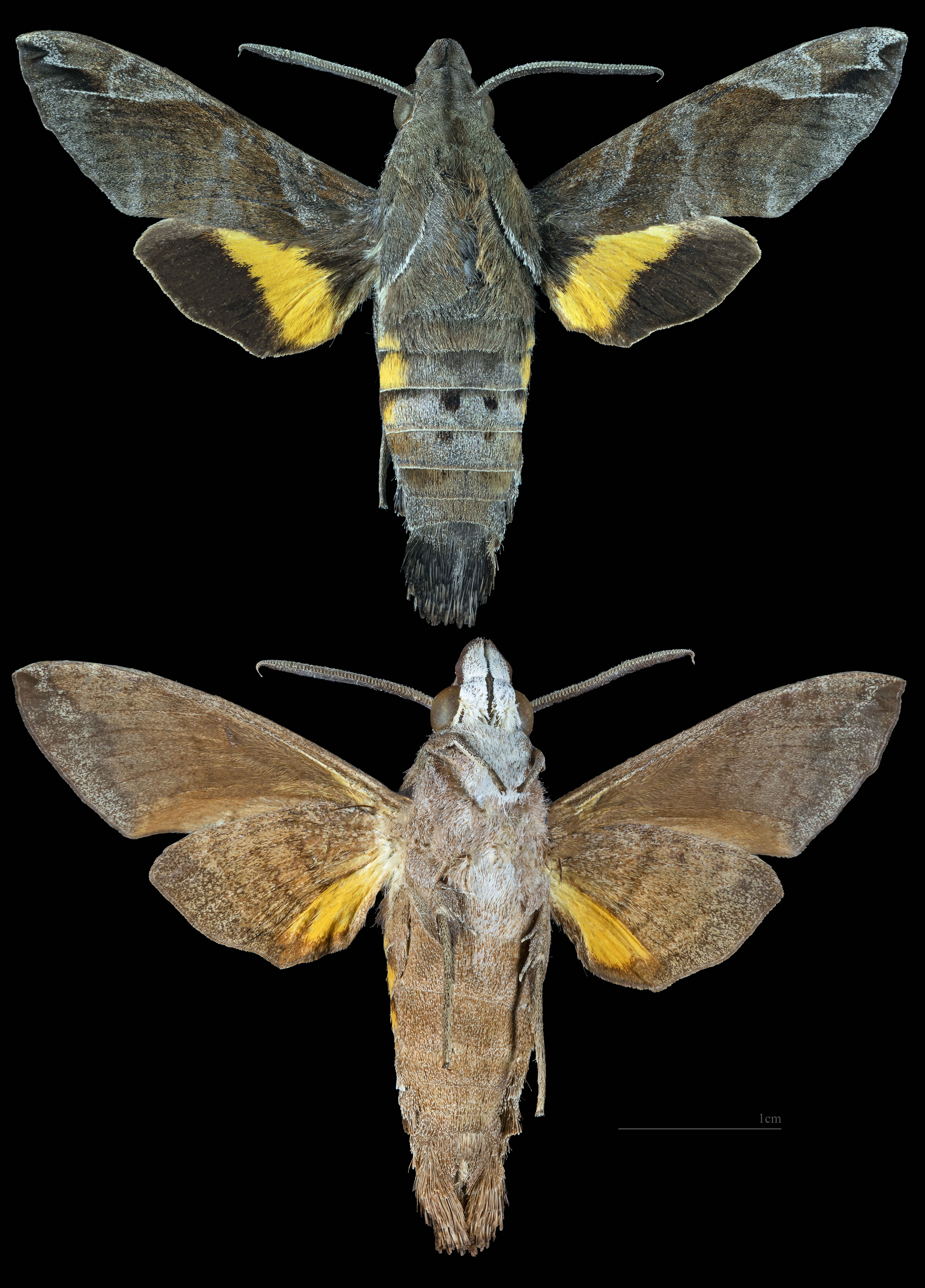
Macroglossum prometheus
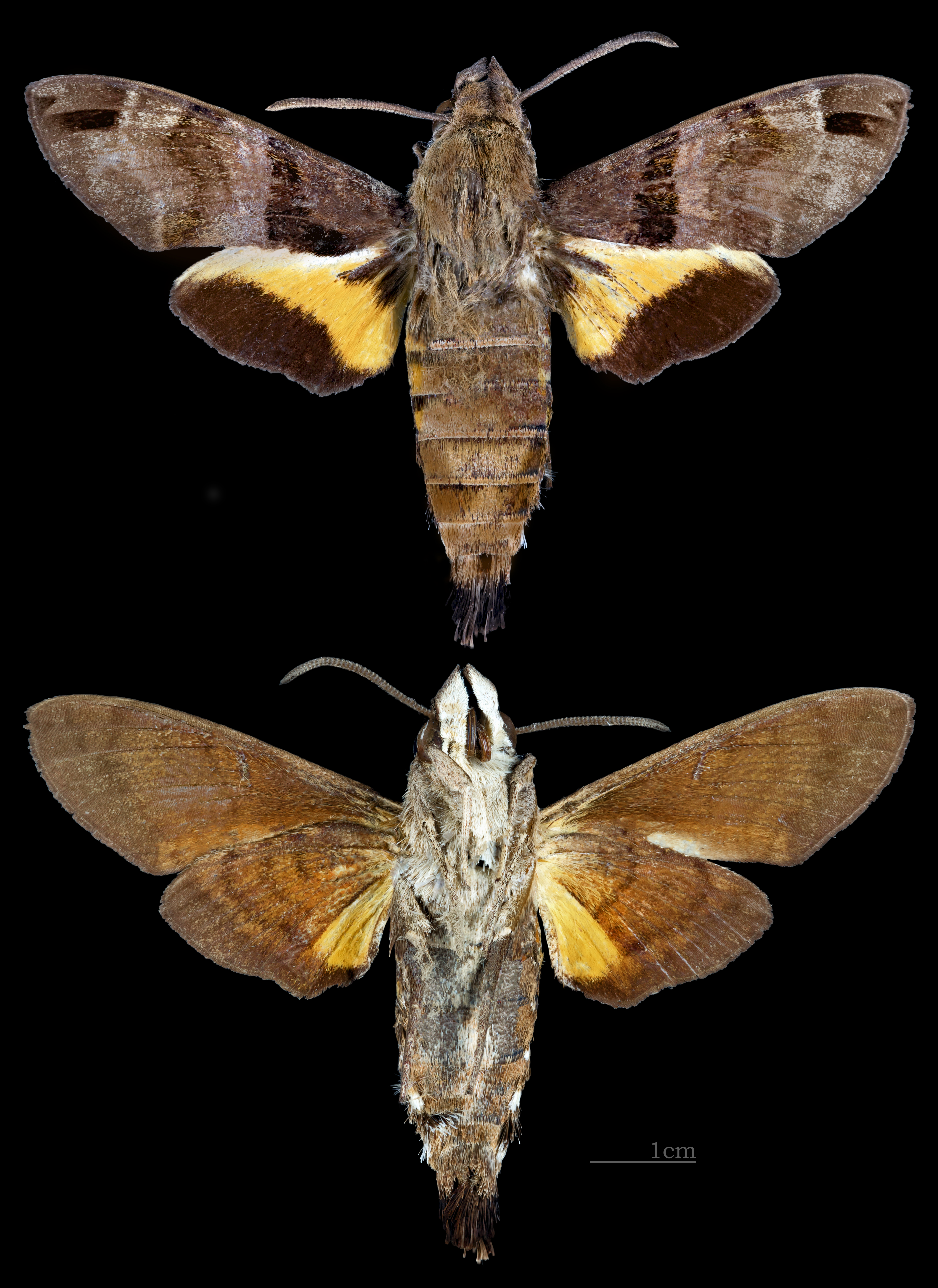
Macroglossum pyrrhosticta
Macroglossum reithi
Macroglossum semifasciata
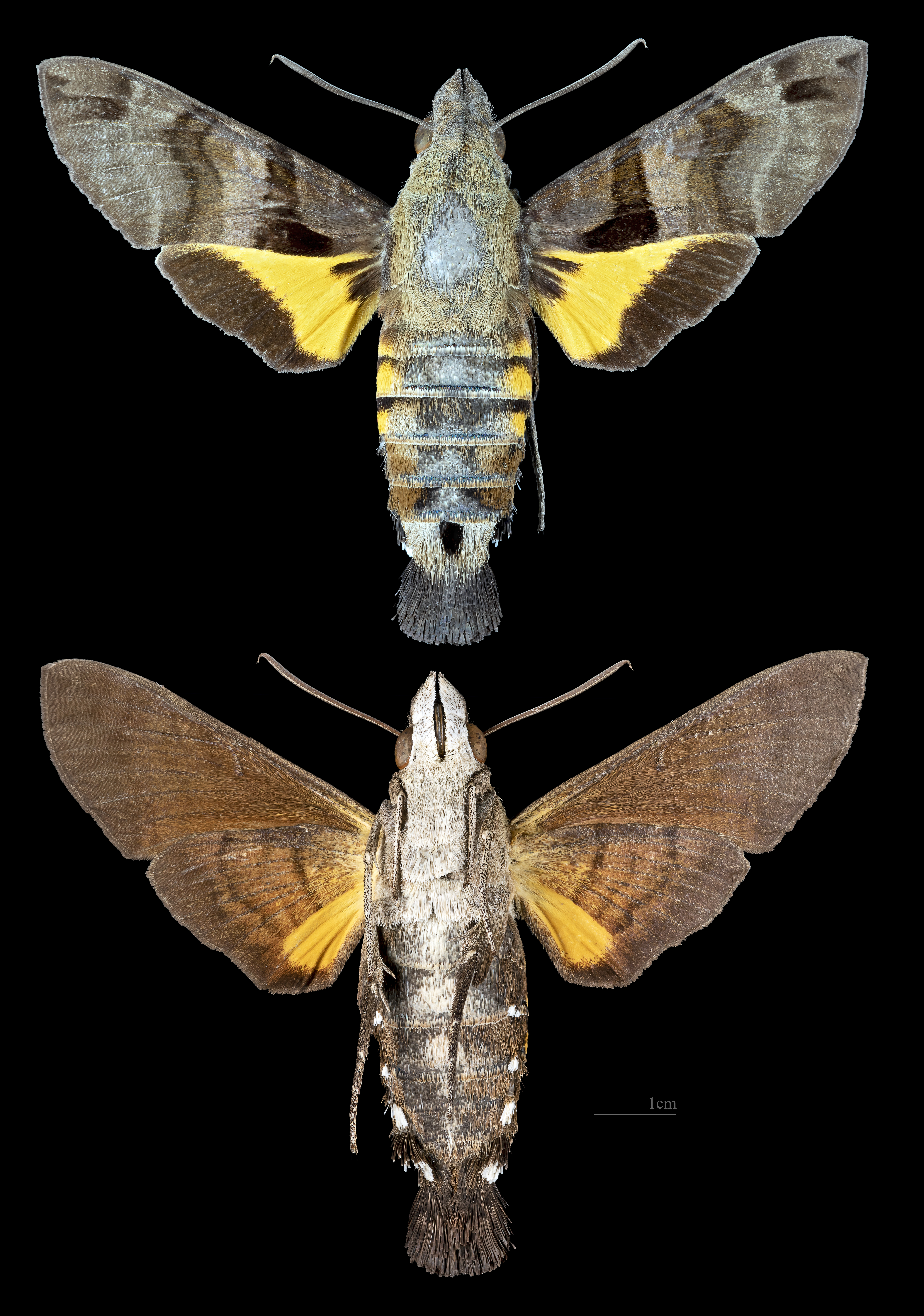
Macroglossum sitiene
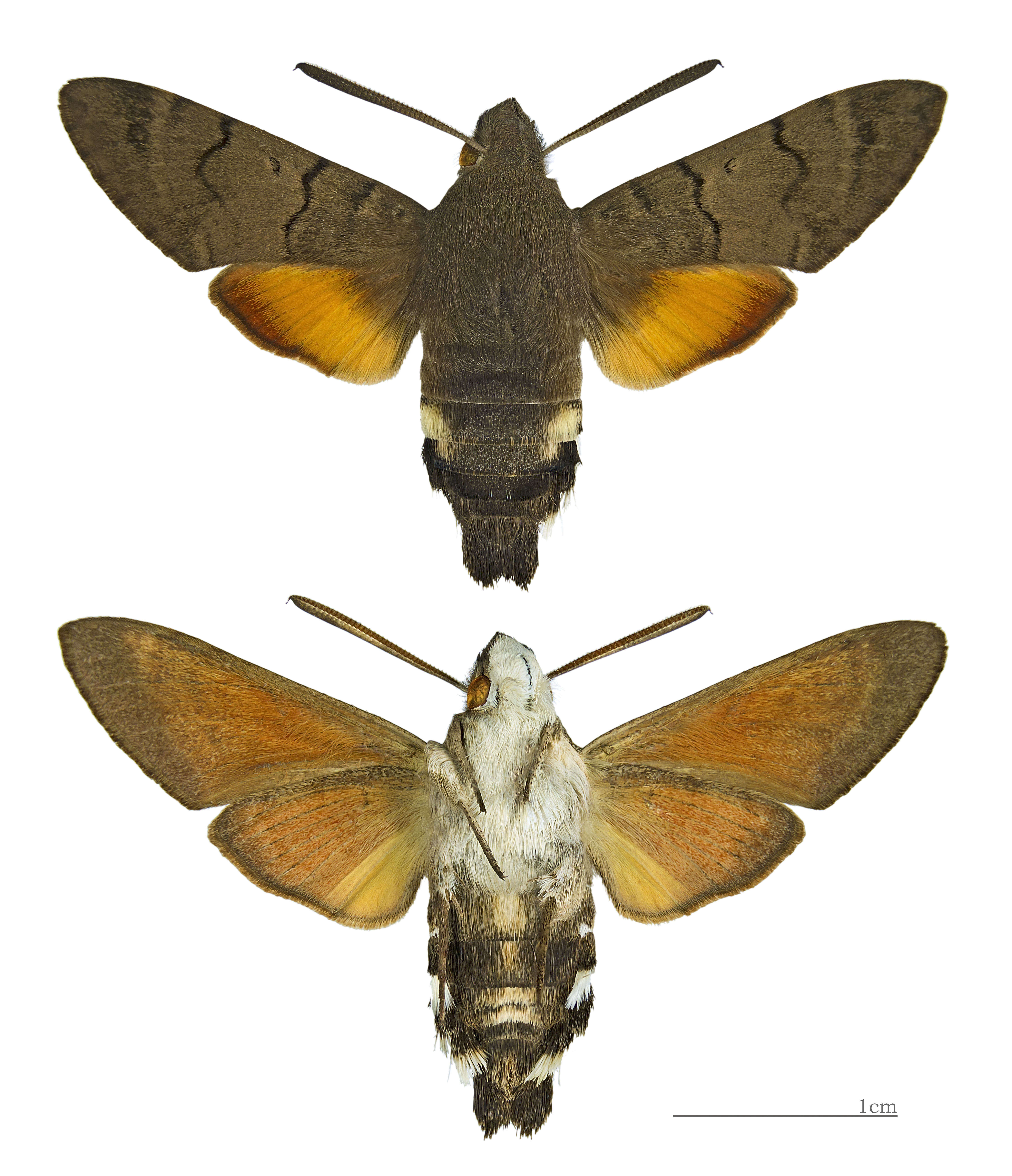
Macroglossum stellatarum
Macroglossum sylvia
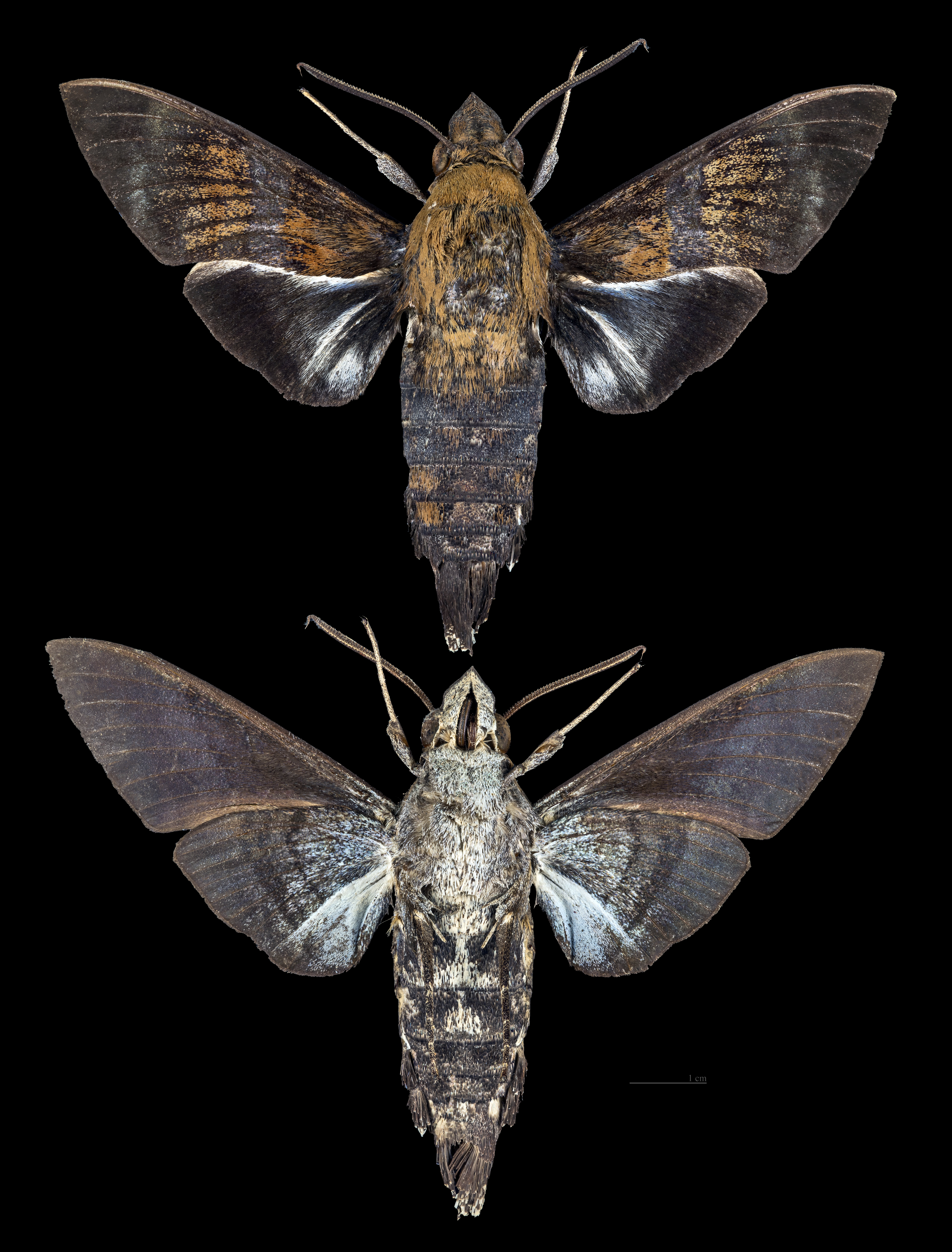
Macroglossum tenebrosa
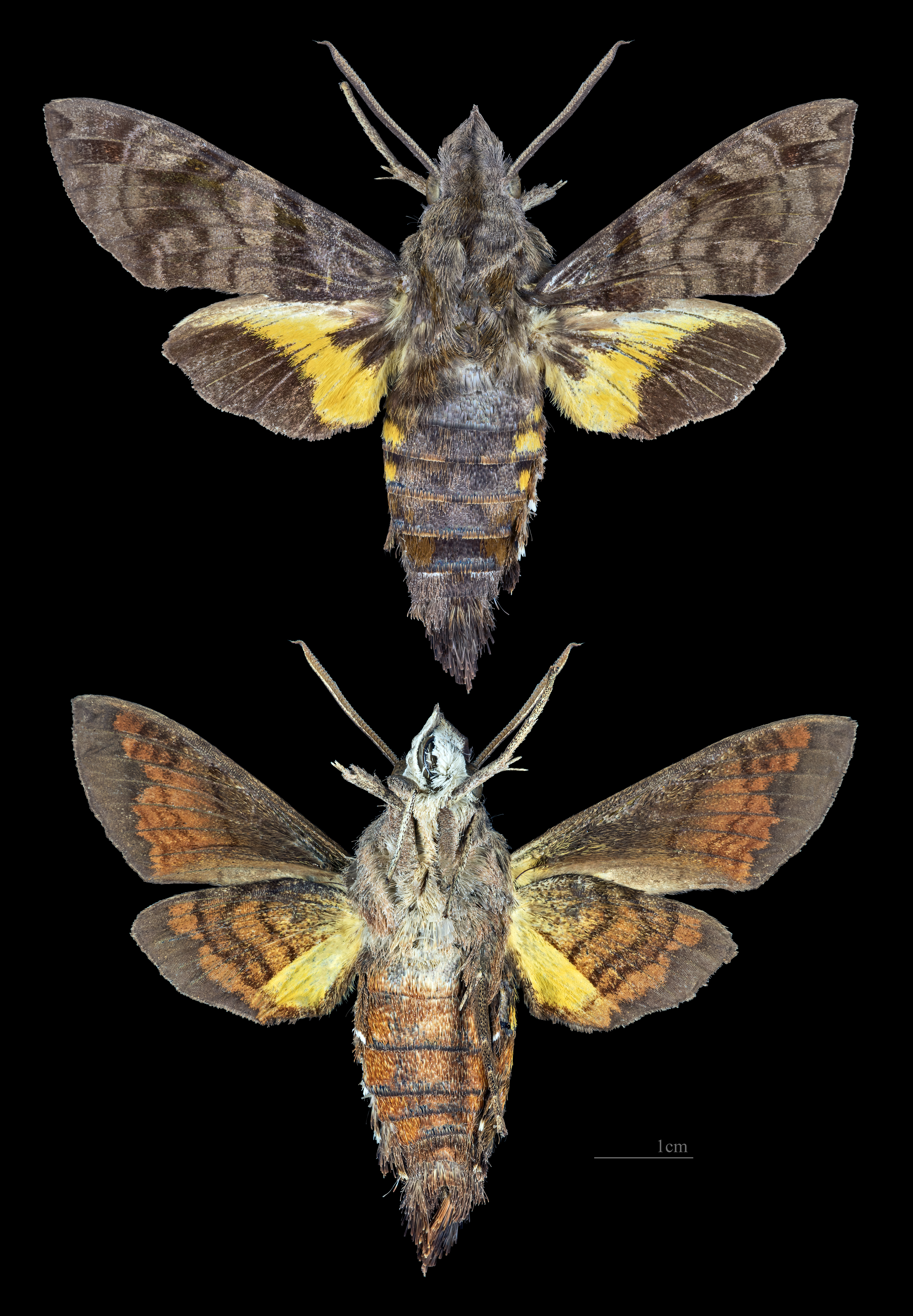
Macroglossum ungues

## Belege